# Pere Foix i Cases
Pere Foix i Cases (Torà de Riubregós, Solsonès, 1893 - Barcelona, 1978) fou un sindicalista i escriptor català. Des de molt jove es va afiliar a la CNT i fou amic de Salvador Seguí, Ángel Pestaña i Joan Peiró. Va viure a París del 1914 al 1919, i allí el 1918 amb el pseudònim Xifort, escriví a Le Libertaire, i també a L'International. Col·laborà en diaris i diverses revistes anarquistes de Barcelona com Acción, Mañana, La Revista Blanca, El Diluvio i el Noticiero Universal de Barcelona. També traduí obres de Panait Istrati, André Lorulot, A. Robertson i M. Viard.
Fou empresonat repetidament durant la dictadura de Miguel Primo de Rivera, i a causa de la seva militància sindicalista hagué d'exiliar-se a França el 1923. Integrà el grup que restablí Solidaridad Obrera el 1930. Tanmateix, col·laborà amb Esquerra Republicana de Catalunya i escriví a L'Opinió, La Humanitat i La Rambla. Durant la guerra civil espanyola fou cap de l'oficina de premsa de la conselleria d'obres públiques de la Generalitat de Catalunya.
S'exilià el 1939 i residí a Mèxic, on continuà la seva activitat periodística en diaris mexicans com Excelsior, El Nacional i Patria Nueva; també fou un assidu col·laborador en les revistes dels catalans de l'exili com El Poble Català, La Nostra Revista i Pont Blau, de Mèxic, Catalunya i Ressorgiment de Buenos Aires, i Endavant de París. Ací fundà la revista bibliogràfica Horizontes (1958-1967) i en els Jocs Florals de Montevideo de 1949 obtingué el premi Trueta. El 1977 tornà a Barcelona.

## Obres
- Los archivos del terrorismo blanco (1931)
- La classe obrera, la revolució, la República i l'Estatut (1932)
- Corporativisme o república social (1934)
- Barcelona, 6 d'octubre (1935)
- Homes d'amor i de guerra (1935), novel·la.
- La criminologia i el dret penal de la Revolució (1937)
- Mentre fem la guerra (1938)
- Catalunya, símbol de llibertat (1942)
- España desgarrada (1942)
- Apòstols i mercaders. Quaranta anys de lluita social a Catalunya (1949)
- Serra i Moret (Mèxic, 1967)

## Fons personal
El seu fons personal es conserva a l'Arxiu Nacional de Catalunya. És un fons parcial en el qual es recull la correspondència rebuda de Manuel Serra i Moret a través d'un treball de transcripció i estudi realitzat per Joaquim Ferrer sota el títol: Cartes de temps difícils : correspondència de Serra i Moret a Pere Foix : 1940-1963. Per altra banda, es disposa també de la correspondència mantinguda amb Josep Asens, prevere de Reus.